# Чимароза, Тано
Тано Чимароза (итал. Tano Cimarosa, настоящее имя Гаэтано Чиско, итал. Gaetano Cisco; 1 января 1922, Мессина — 24 мая 2008, там же) — итальянский актёр, режиссёр, сценарист.

## Биография
Родился в Мессине в семье странствующего актёра-кукловода. В детстве выступал вместе с отцом, а также писал тексты постановок.
Участник Второй мировой войны, был арестован немцами после попытки дезертировать, однако перед депортацией в Германию вторично сумел бежать.
После войны вернулся к профессии кукловода, создав собственный передвижной театр, при этом сам изготавливал кукол.
В 1950-е годы переехал в Рим (что осложнило его отношения с семьёй) и с начала 1960-х годов начал сниматься в кино. Известность ему принесла роль Дзекинетты в фильме Д. Дамиани День совы (1968), имя Дзекинетта стало прозвищем актёра. Считается значительным характерным актёром. Играя как в комедиях, так и в драматических фильмах, часто изображал стереотипного жителя Сицилии.
В конце 1970-х-начале 1980-х годов выступил режиссёром нескольких остросюжетных фильмов, невысоко оцененных критикой.
Умер 24 мая 2008 года. В 2011 году об актёре был выпущен документальный фильм Lo chiamavano Zecchinetta (режиссёр Никола Пальмери).

## Фильмография
- 1963 — / La Smania addosso — Умберто
- 1963 — / Mare matto
- 1968 — День совы ― Дзекинетта
- 1968 — Врач страховой кассы
- 1969 — Смерть на высоком холме — генерал Валиенте
- 1970 — Самая красивая жена — Гаэтано Чимароза
- 1971 — Красивый честный эмигрант в Австралии хотел бы жениться на не состоявшей в браке соотечественнице
- 1971 — Задержанный в ожидании суда
- 1972 — Аминь
- 1973 — Невероятные приключения итальянцев в России — мафиозо Розарио Агро (озвучивал Михаил Глузский)
- 1974 — Зачем убивают судей? — Тано Барра, служащий парковки
- 1974 — Хлеб и шоколад
- 1978 — Человек на коленях — Себастьяно Колликья
- 1988 — Новый кинотеатр «Парадизо»
- 1992 — Уважаемый человек — отец Нино
- 1994 — Чистая формальность
- 1995 — Фабрика звёзд — дедушка Бордонаро